# Labiostrombus
Labiostrombus is een geslacht van weekdieren uit de klasse van de Gastropoda (slakken).

## Soort
- Labiostrombus epidromis (Linnaeus, 1758)